# Pasaporte tongano

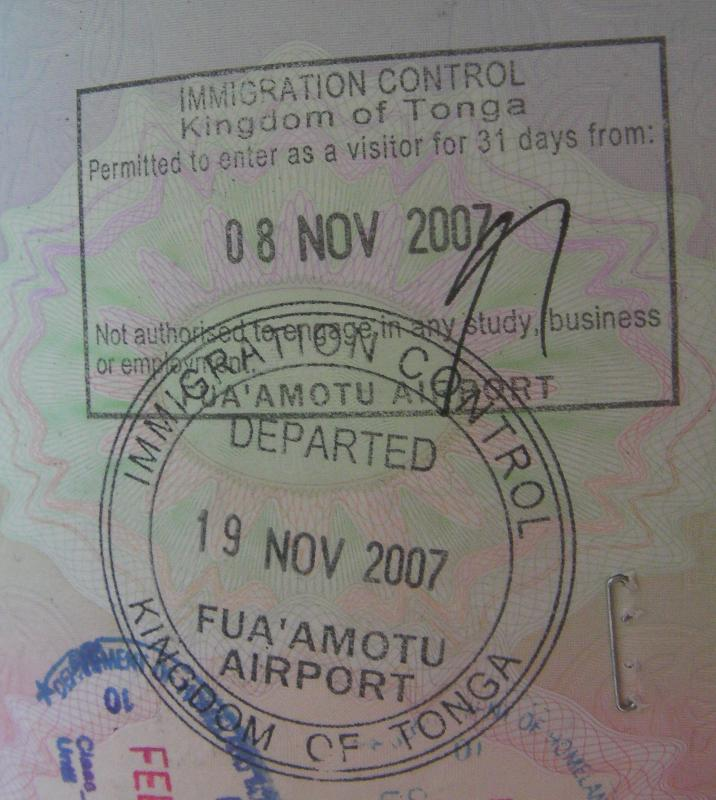
Estampa tongana.

 El pasaporte tongano (Pule'anga Tonga Paasipooti en tongano) es un documento público, individual e intransferible entregado a título personal que acredita la identidad y la nacionalidad tongana del titular tanto en el interior del país como en el extranjero.  

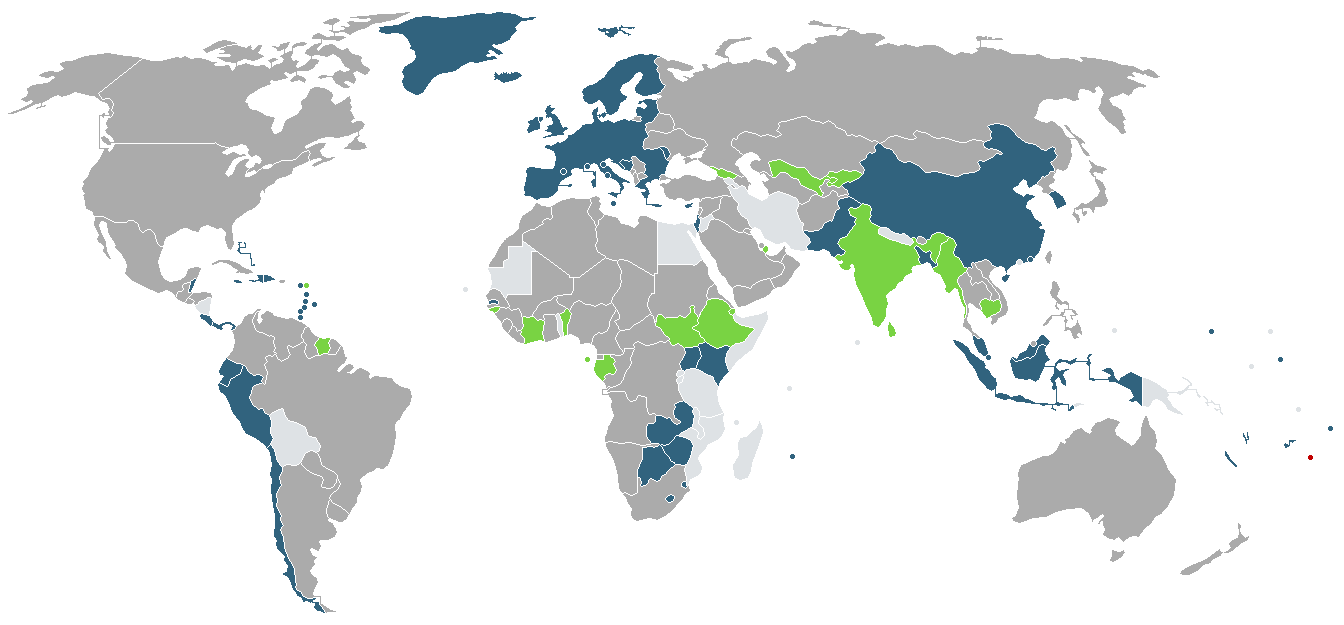
Requisitos de visa para ciudadanos de Tonga
Tonga
Visa liberada
Visa a la llegada

En 2017, los ciudadanos tonganos, que contaban con un pasaporte de su país, tenían acceso sin necesidad de visa a 111 países y territorios, lo que clasificó el pasaporte tongano en el puesto 47 del mundo según el Índice de Restricciones de Visa. El 20 de noviembre de 2015, Tonga firmó un acuerdo mutuo de exención de visa con los países del espacio Schengen.

## Pasaporte de la Persona Protegida de Tonga
El Rey de Tonga vende pasaportes de personas protegidas de Tonga, a personas no ciudadanos tonganos. Los titulares de pasaportes de personas protegidas, no pueden ingresar o establecerse en el país. En su mayoría, estos son refugiados, apátridas o individuos que por razones políticas no tienen acceso a ninguna otra autoridad emisora de pasaportes. 
Territorios como Hong Kong, no reconocen el Pasaporte de Persona Protegida de Tonga como un documento de viaje legítimo y rechazan la entrada de un titular que intenta ingresar este pasaporte.